# Station Nysa Nowy Świat
Station Nysa Nowy Świat is een spoorwegstation in de Poolse plaats Nysa.